# Hyphessobrycon moniliger
Hyphessobrycon moniliger és una espècie de peix de la família dels caràcids i de l'ordre dels caraciformes.

## Morfologia
- Els mascles poden assolir 2,9 cm de llargària total.
- Nombre de vèrtebres: 31-33.[4]

## Hàbitat
Viu a àrees de clima tropical.

## Distribució geogràfica
Es troba a Sud-amèrica: conques dels rius Araguaia, Tocantins i Tapajós (Brasil).